# Preolímpico de Concacaf de 2012
El Preolímpico de Concacaf (Norteamérica, Centroamérica y Caribe) fue el torneo clasificatorio que envió a las 2 selecciones finalistas al Torneo Olímpico de fútbol que se realizó en  2012 en Londres, Reino Unido. En el torneo participaron las selecciones Sub-23 de cada país.
Los tres países de Norteamérica miembros de la Concacaf ya se encontraban clasificados a la última ronda de la Concacaf, mientras los países de Centroamérica y del Caribe compitieron por clasificar al octagonal final.

## Eliminatorias

### Primera fase

#### NorteaméricaNAFU
Estados Unidos, México y Canadá ya estaban clasificados a la última ronda de la Concacaf, porque en ediciones anteriores los países de dicha región han dominado el torneo. Además, Estados Unidos fue el anfitrión de la última ronda de la Concacaf.

#### CentroaméricaUNCAF
Los países de Centroamérica se les otorgaron tres plazas para la última ronda de la Concacaf; para definir la clasificación se organizaron dos grupos de tres países cada uno, con un anfitrión en cada triangular. Belice no pudo participar en esta clasificación.
El primer lugar de cada grupo clasificó automáticamente a la última ronda de la Concacaf, mientras los segundos lugares de cada grupo fueron a un repechaje (a jugarse en partidos ida y vuelta) por una plaza en la última ronda del torneo.

##### Grupo A
| Equipo      | Pts | PJ | PG | PE | PP | GF | GC | Dif |
| ----------- | --- | -- | -- | -- | -- | -- | -- | --- |
| El Salvador | 6   | 2  | 2  | 0  | 0  | 4  | 2  | 2   |
| Panamá      | 3   | 2  | 1  | 0  | 1  | 4  | 3  | 1   |
| Guatemala   | 0   | 2  | 0  | 0  | 2  | 2  | 5  | -3  |

| Fecha                    | Lugar                                        |             |  | Resultado                                                                                                   |  |           |
| ------------------------ | -------------------------------------------- | ----------- |  | --- |  | --------- |
| 13 de septiembre de 2011 | Estadio Cuscatlán, San Salvador, El Salvador | El Salvador |  | 2:1 (1:0) (enlace roto disponible en Internet Archive; véase el historial, la primera versión y la última). |  | Guatemala |
| 15 de septiembre de 2011 | Estadio Cuscatlán, San Salvador, El Salvador | Guatemala   |  | 1:3 (0:2) (enlace roto disponible en Internet Archive; véase el historial, la primera versión y la última). |  | Panamá    |
| 17 de septiembre de 2011 | Estadio Cuscatlán, San Salvador, El Salvador | El Salvador |  | 2:1 (1:0) (enlace roto disponible en Internet Archive; véase el historial, la primera versión y la última). |  | Panamá    |

##### Grupo B
| Equipo     | Pts | PJ | PG | PE | PP | GF | GC | Dif |
| ---------- | --- | -- | -- | -- | -- | -- | -- | --- |
| Honduras   | 4   | 2  | 1  | 1  | 0  | 7  | 2  | +5  |
| Costa Rica | 4   | 2  | 1  | 1  | 0  | 6  | 2  | +4  |
| Nicaragua  | 0   | 2  | 0  | 0  | 2  | 0  | 9  | -9  |

| Fecha                    | Lugar                                               |            |  | Resultado                                                                                                   |  |            |
| ------------------------ | --------------------------------------------------- | ---------- |  | --- |  | ---------- |
| 21 de septiembre de 2011 | Estadio Francisco Morazán, San Pedro Sula, Honduras | Costa Rica |  | 4:0 (2:0) (enlace roto disponible en Internet Archive; véase el historial, la primera versión y la última). |  | Nicaragua  |
| 23 de septiembre de 2011 | Estadio Francisco Morazán, San Pedro Sula, Honduras | Honduras   |  | 2:2 (1:0) (enlace roto disponible en Internet Archive; véase el historial, la primera versión y la última). |  | Costa Rica |
| 25 de septiembre de 2011 | Estadio Francisco Morazán, San Pedro Sula, Honduras | Honduras   |  | 5:0 (2:0) (enlace roto disponible en Internet Archive; véase el historial, la primera versión y la última). |  | Nicaragua  |

#### CaribeCFU
En esta edición compitieron 15 países en la primera fase, distribuidos en tres grupos de cuatro y uno de tres países. El primer lugar de cada grupo clasificaba automáticamente a la segunda ronda de la eliminatoria del Caribe.

##### Grupo A
| Equipo                       | Pts | PJ | PG | PE | PP | GF | GC | Dif |
| ---------------------------- | --- | -- | -- | -- | -- | -- | -- | --- |
| Surinam                      | 7   | 3  | 2  | 1  | 0  | 10 | 3  | 7   |
| Jamaica                      | 7   | 3  | 2  | 1  | 0  | 5  | 2  | 3   |
| San Vicente y las Granadinas | 3   | 3  | 1  | 0  | 2  | 3  | 5  | -2  |
| Islas Caimán                 | 0   | 3  | 0  | 0  | 3  | 0  | 8  | -8  |

| Fecha               | Lugar               |                              |  | Resultado                                                                                                   |  |                              |
| ------------------- | ------------------- | ---------------------------- |  | --- |  | ---------------------------- |
| 3 de agosto de 2011 | Paramaribo, Surinam | San Vicente y las Granadinas |  | 0:2 (0:0) (enlace roto disponible en Internet Archive; véase el historial, la primera versión y la última). |  | Jamaica                      |
| 3 de agosto de 2011 | Paramaribo, Surinam | Surinam                      |  | 5:0 (3:0) (enlace roto disponible en Internet Archive; véase el historial, la primera versión y la última). |  | Islas Caimán                 |
| 5 de agosto de 2011 | Paramaribo, Surinam | Jamaica                      |  | 1:0 (1:0) (enlace roto disponible en Internet Archive; véase el historial, la primera versión y la última). |  | Islas Caimán                 |
| 5 de agosto de 2011 | Paramaribo, Surinam | Surinam                      |  | 3:1 (3:1) (enlace roto disponible en Internet Archive; véase el historial, la primera versión y la última). |  | San Vicente y las Granadinas |
| 7 de agosto de 2011 | Paramaribo, Surinam | Islas Caimán                 |  | 0:2 (0:2) (enlace roto disponible en Internet Archive; véase el historial, la primera versión y la última). |  | San Vicente y las Granadinas |
| 7 de agosto de 2011 | Paramaribo, Surinam | Surinam                      |  | 2:2 (0:0) (enlace roto disponible en Internet Archive; véase el historial, la primera versión y la última). |  | Jamaica                      |

##### Grupo B
| Equipo            | Pts | PJ | PG | PE | PP | GF | GC | Dif |
| ----------------- | --- | -- | -- | -- | -- | -- | -- | --- |
| Trinidad y Tobago | 7   | 3  | 2  | 1  | 0  | 6  | 1  | 5   |
| Curazao           | 7   | 3  | 2  | 1  | 0  | 5  | 1  | 4   |
| Granada           | 3   | 3  | 1  | 0  | 2  | 2  | 3  | -1  |
| Dominica          | 0   | 3  | 0  | 0  | 3  | 0  | 8  | -8  |

| Fecha               | Lugar            |                   |  | Resultado                                                                                                   |  |                   |
| ------------------- | ---------------- | ----------------- |  | --- |  | ----------------- |
| 19 de julio de 2011 | Roseau, Dominica | Trinidad y Tobago |  | 1:0 (1:0) (enlace roto disponible en Internet Archive; véase el historial, la primera versión y la última). |  | Granada           |
| 19 de julio de 2011 | Roseau, Dominica | Dominica          |  | 0:2 (0:0)                                                                                                   |  | Curazao           |
| 21 de julio de 2011 | Roseau, Dominica | Curazao           |  | 1:1 (0:0)                                                                                                   |  | Trinidad y Tobago |
| 21 de julio de 2011 | Roseau, Dominica | Dominica          |  | 0:2 (0:0) (enlace roto disponible en Internet Archive; véase el historial, la primera versión y la última). |  | Granada           |
| 23 de julio de 2011 | Roseau, Dominica | Granada           |  | 0:2 (0:0) (enlace roto disponible en Internet Archive; véase el historial, la primera versión y la última). |  | Curazao           |
| 23 de julio de 2011 | Roseau, Dominica | Dominica          |  | 0:4 (0:1) (enlace roto disponible en Internet Archive; véase el historial, la primera versión y la última). |  | Trinidad y Tobago |

##### Grupo C
| Equipo | Pts | PJ | PG | PE | PP | GF | GC | Dif |
| ------ | --- | -- | -- | -- | -- | -- | -- | --- |
| Cuba   | 6   | 2  | 2  | 0  | 0  | 8  | 0  | 8   |
| Aruba  | 3   | 2  | 1  | 0  | 1  | 1  | 7  | -6  |
| Guyana | 0   | 2  | 0  | 0  | 2  | 0  | 2  | -2  |

| Fecha               | Lugar                     |        |  | Resultado                                                                                                   |  |        |
| ------------------- | ------------------------- | ------ |  | --- |  | ------ |
| 23 de junio de 2011 | Ciudad de La Habana, Cuba | Guyana |  | 0:1 (0:0) (enlace roto disponible en Internet Archive; véase el historial, la primera versión y la última). |  | Aruba  |
| 25 de junio de 2011 | Ciudad de La Habana, Cuba | Cuba   |  | 7:0 (4:0) (enlace roto disponible en Internet Archive; véase el historial, la primera versión y la última). |  | Aruba  |
| 27 de junio de 2011 | Ciudad de La Habana, Cuba | Cuba   |  | 1:0 (0:0)                                                                                                   |  | Guyana |

##### Grupo D
| Equipo                 | Pts | PJ | PG | PE | PP | GF | GC | Dif |
| ---------------------- | --- | -- | -- | -- | -- | -- | -- | --- |
| San Cristóbal y Nieves | 9   | 3  | 3  | 0  | 0  | 6  | 3  | 3   |
| Haití                  | 6   | 3  | 2  | 0  | 1  | 5  | 3  | 2   |
| Antigua y Barbuda      | 3   | 3  | 1  | 0  | 2  | 4  | 5  | -1  |
| Santa Lucía            | 0   | 3  | 0  | 0  | 3  | 2  | 6  | -4  |

| Fecha               | Lugar                              |                        |  | Resultado                                                                                                   |  |                   |
| ------------------- | ---------------------------------- | ---------------------- |  | --- |  | ----------------- |
| 21 de julio de 2011 | Basseterre, San Cristóbal y Nieves | Haití                  |  | 2:1 (1:1)                                                                                                   |  | Antigua y Barbuda |
| 21 de julio de 2011 | Basseterre, San Cristóbal y Nieves | San Cristóbal y Nieves |  | 2:1 (1:0) (enlace roto disponible en Internet Archive; véase el historial, la primera versión y la última). |  | Santa Lucía       |
| 23 de julio de 2011 | Basseterre, San Cristóbal y Nieves | Santa Lucía            |  | 0:2 (0:2) (enlace roto disponible en Internet Archive; véase el historial, la primera versión y la última). |  | Haití             |
| 23 de julio de 2011 | Basseterre, San Cristóbal y Nieves | San Cristóbal y Nieves |  | 2:1 (0:1) (enlace roto disponible en Internet Archive; véase el historial, la primera versión y la última). |  | Antigua y Barbuda |
| 25 de julio de 2011 | Basseterre, San Cristóbal y Nieves | Antigua y Barbuda      |  | 2:1 (1:0) (enlace roto disponible en Internet Archive; véase el historial, la primera versión y la última). |  | Santa Lucía       |
| 25 de julio de 2011 | Basseterre, San Cristóbal y Nieves | San Cristóbal y Nieves |  | 2:1 (0:1) (enlace roto disponible en Internet Archive; véase el historial, la primera versión y la última). |  | Haití             |

### Segunda ronda

#### CaribeCFU
| Equipo                 | Pts | PJ | PG | PE | PP | GF | GC | Dif |
| ---------------------- | --- | -- | -- | -- | -- | -- | -- | --- |
| Cuba                   | 5   | 3  | 1  | 2  | 0  | 6  | 4  | 2   |
| Trinidad y Tobago      | 4   | 3  | 1  | 1  | 1  | 12 | 7  | 5   |
| San Cristóbal y Nieves | 4   | 3  | 1  | 1  | 1  | 6  | 4  | 2   |
| Surinam                | 3   | 3  | 1  | 0  | 2  | 4  | 13 | -9  |

| Fecha                   | Lugar                              |                        |  | Resultado                                                                                                   |  |                   |
| ----------------------- | ---------------------------------- | ---------------------- |  | --- |  | ----------------- |
| 24 de noviembre de 2011 | Basseterre, San Cristóbal y Nieves | Trinidad y Tobago      |  | 1:1 (1:1) (enlace roto disponible en Internet Archive; véase el historial, la primera versión y la última). |  | Cuba              |
| 24 de noviembre de 2011 | Basseterre, San Cristóbal y Nieves | San Cristóbal y Nieves |  | 0:1 (0:0) (enlace roto disponible en Internet Archive; véase el historial, la primera versión y la última). |  | Surinam           |
| 26 de noviembre de 2011 | Basseterre, San Cristóbal y Nieves | Cuba                   |  | 4:2 (0:2) (enlace roto disponible en Internet Archive; véase el historial, la primera versión y la última). |  | Surinam           |
| 26 de noviembre de 2011 | Basseterre, San Cristóbal y Nieves | San Cristóbal y Nieves |  | 5:2 (1:1) (enlace roto disponible en Internet Archive; véase el historial, la primera versión y la última). |  | Trinidad y Tobago |
| 28 de noviembre de 2011 | Basseterre, San Cristóbal y Nieves | Surinam                |  | 1:9 (0:4) (enlace roto disponible en Internet Archive; véase el historial, la primera versión y la última). |  | Trinidad y Tobago |
| 28 de noviembre de 2011 | Basseterre, San Cristóbal y Nieves | San Cristóbal y Nieves |  | 1:1 (0:0) (enlace roto disponible en Internet Archive; véase el historial, la primera versión y la última). |  | Cuba              |

#### RepechajeUNCAF
| Fecha                  | Lugar                |            |  | Resultado                                                                                                   |       |            |
| ---------------------- | -------------------- | ---------- |  | --- | ----- | ---------- |
| 26 de octubre de 2011  | Panamá, Panamá       | Panamá     |  | 2:1 (0:0) (enlace roto disponible en Internet Archive; véase el historial, la primera versión y la última). |       | Costa Rica |
| 3 de noviembre de 2011 | Alajuela, Costa Rica | Costa Rica |  | 1:1 (0:0) (enlace roto disponible en Internet Archive; véase el historial, la primera versión y la última). |       | Panamá     |
|                        | Global               | Panamá     |  | 3:2 | borer | Costa Rica |

## Torneo Final
En la última ronda de la CONCACAF compitieron los ocho equipos clasificados anteriormente divididos en dos grupos en los que los primeros dos lugares de cada uno avanzaron a las semifinales, en éstas, los dos países ganadores calificaron a los Juegos Olímpicos de Londres 2012.

### Equipos participantes
| CFU - Cuba - Trinidad y Tobago |  | UNCAF - El Salvador - Honduras - Panamá |  | Clasificados automáticamente - Canadá - México - Estados Unidos |

### Sedes
| Nashville, Tennessee | Carson, California    | Kansas City, Kansas      |
| LP Field             | The Home Depot Center | Livestrong Sporting Park |
| Capacidad: 68,798    | Capacidad: 27,000     | Capacidad: 18,467        |
| -------------------- | --------------------- | ------------------------ |

### Fase de grupos

#### Grupo A
| Equipo         | Pts | PJ | PG | PE | PP | GF | GC | Dif |
| -------------- | --- | -- | -- | -- | -- | -- | -- | --- |
| El Salvador    | 5   | 3  | 1  | 2  | 0  | 7  | 3  | 4   |
| Canadá         | 5   | 3  | 1  | 2  | 0  | 3  | 1  | 2   |
| Estados Unidos | 4   | 3  | 1  | 1  | 1  | 9  | 5  | 4   |
| Cuba           | 1   | 3  | 0  | 1  | 2  | 1  | 11 | -10 |

| 22 de marzo de 2012 21:00 h | El Salvador | 0:0     | Canadá | LP Field, Nashville, Estados Unidos                                             |                                                                                 |
|                             |             | Reporte |        | Asistencia: 4,269 espectadores Árbitro(s): Walter López Castellanos (Guatemala) | Asistencia: 4,269 espectadores Árbitro(s): Walter López Castellanos (Guatemala) |

| 22 de marzo de 2012 23:30 h | Estados Unidos                                              | 6:0 (4:0) | Cuba | LP Field, Nashville, Estados Unidos                                       |                                                                           |
|                             | Corona 12' 40' 88' · Agudelo 37' · Diz 43' (a.g.) · Adu 62' | Reporte   |      | Asistencia: 4,269 espectadores Árbitro(s): Roberto García Orozco (México) | Asistencia: 4,269 espectadores Árbitro(s): Roberto García Orozco (México) |

| 24 de marzo de 2012 16:30 h | Cuba | 0:4 (0:1) | El Salvador                               | LP Field, Nashville, Estados Unidos                                     |                                                                         |
|                             |      | Reporte   | Blanco 4' · Flores 52' 80' · Menjívar 68' | Asistencia: 10,578 espectadores Árbitro(s): Héctor Rodríguez (Honduras) | Asistencia: 10,578 espectadores Árbitro(s): Héctor Rodríguez (Honduras) |

| 24 de marzo de 2012 19:00 h | Estados Unidos | 0:2 (0:0) | Canadá                      | LP Field, Nashville, Estados Unidos                              |                                                                  |
|                             |                | Reporte   | Henry 58' · Cavallini 83' · | Asistencia: 10,578 espectadores Árbitro(s): Jafet Perea (Panamá) | Asistencia: 10,578 espectadores Árbitro(s): Jafet Perea (Panamá) |

| 26 de marzo de 2012 18:30 h | Canadá    | 1:1 (1:0) | Cuba      | LP Field, Nashville, Estados Unidos                                        |                                                                            |
|                             | James 25' | Reporte   | Reyes 90' | Asistencia: 7,889 espectadores Árbitro(s): Hugo Cruz Alvarado (Costa Rica) | Asistencia: 7,889 espectadores Árbitro(s): Hugo Cruz Alvarado (Costa Rica) |

| 26 de marzo de 2012 21:00 h | Estados Unidos           | 3:3 (1:2) | El Salvador                          | LP Field, Nashville, Estados Unidos       |                                           |
|                             | Boyd 2' 65' · Corona 68' | Reporte   | Blanco 35' · Flores 37' · Alas 90+4' | Árbitro(s): Roberto García Orozo (México) | Árbitro(s): Roberto García Orozo (México) |

#### Grupo B
| Equipo            | Pts | PJ | PG | PE | PP | GF | GC | Dif |
| ----------------- | --- | -- | -- | -- | -- | -- | -- | --- |
| México            | 9   | 3  | 3  | 0  | 0  | 11 | 1  | 10  |
| Honduras          | 6   | 3  | 2  | 0  | 1  | 5  | 4  | 1   |
| Panamá            | 1   | 3  | 0  | 1  | 2  | 2  | 5  | -3  |
| Trinidad y Tobago | 1   | 3  | 0  | 1  | 2  | 2  | 10 | -8  |

| 23 de marzo de 2012, 21:00 | Honduras                                 | 3:1 (1:0) | Panamá  | The Home Depot Center, Carson                          |                                                        |
|                            | Hernández 19' · Martínez 47' · López 87' | Reporte   | Yau 56' | Asistencia: 8521 espectadores Árbitro(s): Jair Marrufo | Asistencia: 8521 espectadores Árbitro(s): Jair Marrufo |

| 23 de marzo de 2012, 23:30 | Trinidad y Tobago | 1:7 (0:2) | México                                                                 | The Home Depot Center, Carson                           |                                                         |
|                            | Molino 88'        | Reporte   | Pulido 29' · Fabián 33' 69' 85' · Reyes 51' · Jiménez 75' · Cortés 90' | Asistencia: 8521 espectadores Árbitro(s): Raymond Bogle | Asistencia: 8521 espectadores Árbitro(s): Raymond Bogle |

| 25 de marzo de 2012, 16:30 | Panamá       | 1:1 (0:0) | Trinidad y Tobago | The Home Depot Center, Carson                             |                                                           |
|                            | Waterman 69' | Reporte   | Winchester 90+3'  | Asistencia: 16 184 espectadores Árbitro(s): Javier Santos | Asistencia: 16 184 espectadores Árbitro(s): Javier Santos |

| 25 de marzo de 2012, 19:00 | México             | 3:0 (2:0) | Honduras | The Home Depot Center, Carson                             |                                                           |
|                            | Pulido 25' 39' 47' | Reporte   |          | Asistencia: 16 184 espectadores Árbitro(s): Elmer Bonilla | Asistencia: 16 184 espectadores Árbitro(s): Elmer Bonilla |

| 27 de marzo de 2012, 21:00 | Honduras                   | 2:0 (1:0) | Trinidad y Tobago | The Home Depot Center, Carson                            |                                                          |
|                            | Hernández 37' · Lozano 70' | Reporte   |                   | Asistencia: 10 061 espectadores Árbitro(s): Jair Marrufo | Asistencia: 10 061 espectadores Árbitro(s): Jair Marrufo |

| 27 de marzo de 2012, 23:30 | México       | 1:0 (0:0) | Panamá | The Home Depot Center, Carson                          |                                                        |
|                            | Torres 90+1' | Reporte   |        | Asistencia: 10 061 espectadores Árbitro(s): Wijngaarde | Asistencia: 10 061 espectadores Árbitro(s): Wijngaarde |

### Fase final
|  | Semifinales | Semifinales     | Semifinales |          |               | Final         | Final | Final |  |
|  |             |                 |             |          |               |               |       |       |  |
|  |             |                 |             |          |               |               |       |       |  |
|  | 1           | México          | 3           |          |               |               |       |       |  |
|  | 1           | México          | 3           |          |               |               |       |       |  |
|  | 4           | Canadá          | 1           |          |               |               |       |       |  |
|  | 4           | Canadá          | 1           |          | México (t.s.) | México (t.s.) | 2     |       |  |
|  |             |                 |             |          | México (t.s.) | México (t.s.) | 2     |       |  |
|  |             |                 | Honduras    | Honduras | 1             |               |       |       |  |
|  | 3           | El Salvador     | Honduras    | Honduras | 1             | 2             |       |       |  |
|  | 3           | El Salvador     |             |          |               | 2             |       |       |  |
|  | 2           | Honduras (t.s.) | 3           |          |               |               |       |       |  |
|  | 2           | Honduras (t.s.) | 3           |          |               |               |       |       |  |
|  |             |                 |             |          |               |               |       |       |  |

#### Semifinales
| 31 de marzo de 2012, 18:00 | El Salvador               | 2:3 (1:1, 0:1) (t. s.) | Honduras                    | Livestrong Sporting Park, Kansas City                    |                                                          |
|                            | Molina 77' · Sánchez 106' | Reporte                | Lozano 1' · Rodas 101' 114' | Asistencia: 16 101 espectadores Árbitro(s): Jair Marrufo | Asistencia: 16 101 espectadores Árbitro(s): Jair Marrufo |

| 31 de marzo de 2012, 19:00 | México                              | 3:1 (2:1) | Canadá    | Livestrong Sporting Park, Kansas City                   |                                                         |
|                            | Fabián 20' · Pulido 33' · Ponce 59' | Reporte   | Haber 32' | Asistencia: 16 101 espectadores Árbitro(s): Jafet Perea | Asistencia: 16 101 espectadores Árbitro(s): Jafet Perea |

#### Final
| 2 de abril de 2012, 20:00 | Honduras   | 1:2 (1:1, 0:0) (t. s.) | México                  | Livestrong Sporting Park, Kansas City                    |                                                          |
|                           | Quioto 47' | Reporte                | Fabián 74' · Ponce 116' | Asistencia: 10 501 espectadores Árbitro(s): Walter López | Asistencia: 10 501 espectadores Árbitro(s): Walter López |

|                   |
| Campeón           |
| Bandera de México |
| México 6° título  |

## Estadísticas
| Equipo | Equipo            | Pts | PJ | PG | PE | PP | GF | GC | Dif | Rend. |
| ------ | ----------------- | --- | -- | -- | -- | -- | -- | -- | --- | ----- |
| 1      | México            | 15  | 5  | 5  | 0  | 0  | 16 | 3  | 13  | 100%  |
| 2      | Honduras          | 9   | 5  | 3  | 0  | 2  | 9  | 8  | 2   | 60%   |
| 3      | El Salvador       | 5   | 4  | 1  | 2  | 1  | 9  | 6  | 3   | 45%   |
| 4      | Canadá            | 5   | 4  | 1  | 2  | 1  | 4  | 4  | 0   | 45%   |
| 5      | Estados Unidos    | 4   | 3  | 1  | 1  | 1  | 9  | 5  | 4   | 44.4% |
| 6      | Panamá            | 1   | 3  | 0  | 1  | 2  | 2  | 5  | -3  | 11.1% |
| 7      | Trinidad y Tobago | 1   | 3  | 0  | 1  | 2  | 2  | 10 | -8  | 11.1% |
| 8      | Cuba              | 1   | 3  | 0  | 1  | 2  | 1  | 11 | -10 | 11.1% |

## Clasificados aLondres 2012
| Bandera de México | Bandera de Honduras |
| México            | Honduras            |